# Cultura del vasellame bucherellato

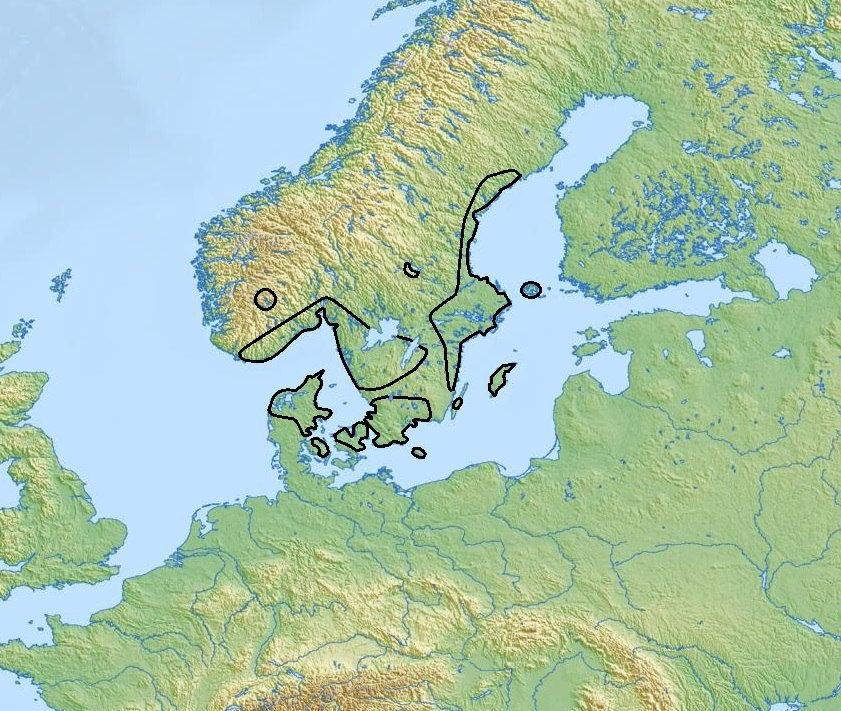
Distribuzione geografica

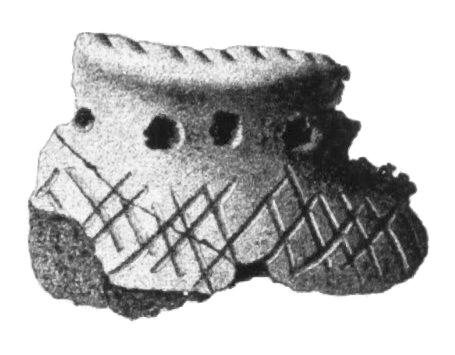
Una frammento di ceramica che mostra i caratteristici fori, proveniente dall'Uppland, Svezia

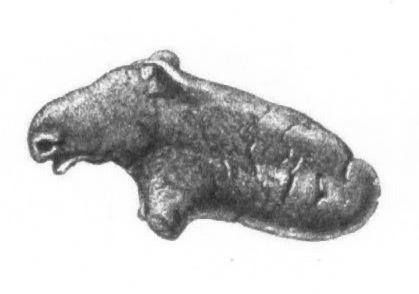
Una caratteristica statuetta raffigurante un alce, da Åloppe, Uppland, Svezia

La cultura della ceramica bucherellata (in tedesco Grübchenkeramische Kultur, abbreviato in "GKK" e in inglese Pitted Ware culture) fu una cultura archeologica di cacciatori-raccoglitori del Neolitico diffusa tra il 3200 e il 2300 a.C. nella Scandinavia meridionale, principalmente lungo le coste delle regioni dello Svealand, del Götaland, dell'Åland, della Danimarca nord-orientale e della Norvegia meridionale. Si sovrappose alle culture agricole del bicchiere imbutiforme prima, e della ceramica cordata poi. 

## Storia
Studi genetici fanno pensare che i popoli della Cultura del vasellame bucherellato, a differenza dei loro vicini Neolitici, discendessero dai precedenti Cacciatori-Raccoglitori Scandinavi.  Al tempo dell'emergere della cultura del vasellame bucherellato, questi cacciatori-raccoglitori rimasero a nord dell'agricola Cultura del bicchiere imbutiforme. Le loro tradizioni ceramiche sono correlate a quelle della Cultura della ceramica a pettine
La Cultura del vasellame bucherellato sorse intorno al 3500 a.C. I suoi primi insediamenti si trovano nella Svezia centro-orientale, dove essa pare abbia sostituito la Cultura del bicchiere imbutiforme. La loro successiva espansione è accompagnata dalla scomparsa degli insediamenti della Cultura del bicchiere imbutiforme in ampie zone della Scandinavia meridionale. Essi giunsero a occupare le coste della Danimarca, della Svezia meridionale, della Norvegia meridionale e di varie isole del mar Baltico quali Öland, Gotland e Åland. Vi furono attivi contatti tra le comunità di cacciatori-raccoglitori della Finlandia e quelle del Baltico orientale. Durante i primi anni, gli appartenenti alla Cultura del vasellame bucherellato coesistettero con quelli della Cultura del bicchiere imbutiforme. Sebbene le due culture si scambiassero beni, i relativi popoli paiono aver avuto identità fortemente diverse ed essi non si mescolavano gli uni con gli altri in quantità rilevanti. Nel corso della espansione dei "bicchieri imbutiformi", quelli della Cultura del vasellame bucherellato costruirono numerose palizzate difensive, il che può significare che i due popoli erano in conflitto l'uno con l'altro. Vi è un'archeologica evidenza di elevati livelli di elevata violenza tra i popoli della Cultura del vasellame bucherellato. Per tutta la sua esistenza di oltre 1000 anni, la Cultura del vasellame bucherellato rimase virtualmente immutata..
Da circa gli anni 2800 a.C., la Cultura del vasellame bucherellato coesistette per qualche tempo con quella dell'ascia da guerra e con quella della singola tomba, che nel sud della Scandinvia succedette a quella dei "bicchieri imbutiformi". Entrambe erano vere varianti della ceramica cordata. Come i "bicchieri imbutiformi", quelli della ceramica cordata costruirono una serie di palizzate difensive durante questo periodo, il che può significare violenti conflitti fra loro e quelli del vasellame bucherellato. Sebbene le influenze culturali della Cultura dell'ascia da guerra sono individuabili nelle tombe della Cultura del vasellame bucherellato, i relativi popoli non pare si siano mescolati l'uno con l'altro. Verso circa il 2300 a.C., la cultura del vasellame bucherellato si mescolò con quella dell'ascia da guerra. La successiva Età del bronzo scandinava rappresenta una fusione degli elementi della Cultura del vasellame bucherellato e di quella dell'ascia da guerra..

## Oggetti

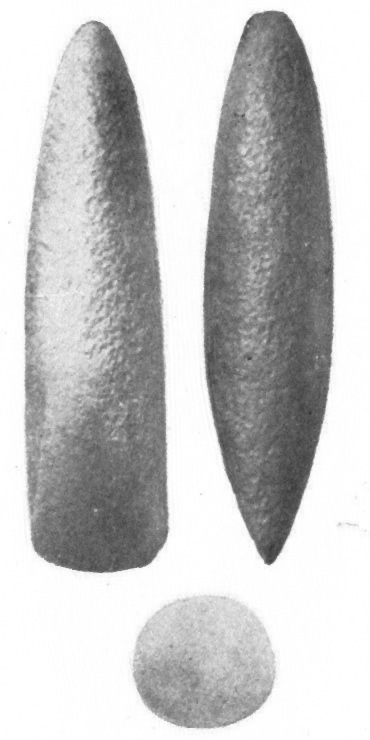
Una trindyxa (ascia di pietra rotonda), Gotland, Svezia

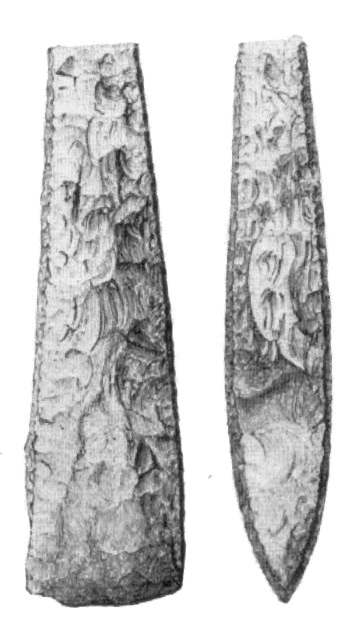
Una tjocknacking yxa (ascia con punta o estremità sottili), proveniente da Närke, in selce: questo oggetto è caratteristico anche della cultura del bicchiere imbutiforme.

Il nome tedesco deriva dalla tipica decorazione della ceramica, che presenta forellini rotondi e linee orizzontali.
La cultura è stata così chiamata dalla decorazione della sua ceramica, la quale ha fori rotondi e linee orizzontali. I vasi sono uniformi e presentano di solito il fondo affusolato, per facilitarne la sistemazione al suolo o sul focolare. Variano in altezza da pochi cm fino a 40 cm.
Gli insediamenti sulla costa orientale svedese hanno portato alla luce una grande quantità di ceramica. A Fagervik sul Bråviken, nel Östergötland, gli archeologi hanno trovato 170.000 frammenti ceramici, accompagnati da pochi oggetti in selce. La ceramica di Fagervik ha permesso di distinguere cinque fasi cronologiche:
- "Fagervik 1", con ceramica della cultura del bicchiere imbutiforme
- "Fagervik 2-4" (tipiche in particolare le fasi 3-4) con ceramica della cultura del vasellame bucherellato. Nella "Fagervik 4" la ceramica si presenta di solito molto porosa, in quanto l'argilla veniva mescolata con calcare
- "Fagervik 5" con ceramica della cultura della ceramica cordata.

Punte di frecce appuntite fatte con lame di selce abbondano sulla costa occidentale della Scandinavia, mentre la ceramica risulta sparsa. La cultura era conseguentemente meno omogenea delle culture agricole contemporanee.
L'assortimento di strumenti ed armi è largamente derivato da quello delle culture del bicchiere imbutiforme prima e della ceramica cordata in seguito, entrambe al loro interno molto conservative. La ceramica caratteristica dipende probabilmente da quella della cultura del bicchiere imbutiforme, senza mostrare rispetto ad essa una discontinuità nella tecnologia, mentre un elemento unico è la presenza di statuette in argilla raffiguranti animali.

## Economia ed etnologia
In tutte le regioni, l'economia era principalmente basata sulla pesca, sulla caccia di animali terrestri e di foche e sulla raccolta di piante, come si può vedere nei siti di Ajvide nel Gotland. Tuttavia nei siti di questa cultura si rinvengono frequentemente ossa di pecore e di maiali. La palafitta di Alvastra nell'Östergötland sud-occidentale appartiene alla cultura del vasellame bucherellato per quanto riguarda la ceramica e alla cultura del bicchiere imbutiforme per gli utensili e le armi. Ciò sembra indicare che lo stile di vita della cultura agricola del bicchiere imbutiforme, dalla quale deriva, non fosse stato del tutto abbandonato: la mescolanza di un'economia di caccia e raccolta e di pratiche di agricoltura e di allevamento di animali indicano un'economia mista, come era probabilmente comune a quel tempo nella Scandinavia meridionale.

## Tombe
Le usanze funerarie non sono ben note, ma a Västerbjers sull'isola di Gotland sono state trovate un gran numero di necropoli, nelle quali le sepolture si sono conservate in buono stato nel calcare. Vi sono stati rinvenuti scheletri giacenti supini con utensili in corno e osso ben conservati. I numerosi oggetti importati attestano i facili collegamenti con la terraferma della Scandinavia, con la Danimarca e con la Germania.

## Lingua
Sono dibattuti i rapporti di questa cultura con quella del bicchiere imbutiforme, probabilmente pre-indoeuropea, e con quella della ceramica cordata, probabilmente proto-indoeuropea. Non essendo giunto alcun documento della lingua, questa resta sconosciuta, ma è stato suggerito che fosse collegata all'ugro-finnico e che presentasse la particolare caratteristica linguistica alla base dell'ipotesi del substrato preindoeuropeo della lingua proto-germanica